# The Climbers (film 1919)
The Climbers è un film muto del 1919 diretto da Tom Terriss.

## Produzione
Il film fu prodotto dalla Vitagraph Company of America.

## Distribuzione
Distribuito dalla Vitagraph Company of America, il film uscì nelle sale cinematografiche statunitensi l'8 novembre 1919.